# Аполлоний (бабочка)
Аполлоний, или пятнистый аполлон (Parnassius apollonius) — дневная бабочка из рода Parnassius, семейства Парусники (Papilionidae).

## Описание
Размах крыльев 51—72 мм. Длина переднего крыла 37—45 мм. Основной фон крыльев самцов — чисто белый, у самок — с серыми чешуйками. Вдоль внешнего края крыльев располагается ряд чёрных пятен с чёткими контурами. Чёрные пятнышки у края заднего крыла в основном округлые, как и красные. Красные пятна на крыльях с тёмной каймой. Их количество варьирует от 5 до 7 на каждом крыле.

## Ареал
Бабочка широко распространена в горных массивах Средней Азии и на юго-востоке Казахстана. Ареал простирается от юго-западной Сибири — Костанайская область, Кокчетавская область в Казахстане, южнее — Западный Алтай: отроги Нарымского и Курчумского хребтов Тарбагатай, Саур, Джунгария, Тянь-Шань и Памиро-Алай.

## Биология
Встречается на хорошо прогреваемых каменистых склонах в предгорьях на высоте 400—1000 м н.у.м. В Кокчетавской области встречается в степях на склонах холмов и надпойменных террас. В году даёт одно поколение. Время лёта с мая до первой половины июня.

## Цикл развития
Гусеница чёрная, бархатистая, с двумя яркими красными пятнами на каждом из сегментов. Питается на Pseudosedum lievenii, Sedum.